# Rajuzah (huyện)
Huyện Rajuzah là một huyện thuộc tỉnh Al Jawf, Yemen. Đến thời điểm năm 2003, huyện này có dân số 73723 người